# 김원배 (정치인)
김원배(金園培, 1959년 7월 6일 ~ )은 대한민국의 제6대 울산광역시 동구의원이다.

## 학력
- 동아대학교 정치외교학과 졸업

## 경력
- 예지서당 운영
- 대송중학교운영위원
- 열린우리당 지역균형발전위원회 부위원장
- 울산 동구 미래포럼 대표
- 자치분권 전국연대 공동대표
- 노동당 울산시당 감사위원장
- 울산 동구 서민희망터 대표
- 울산 동구 노인요양원 정상화 대책위 공동대표
- 울산 건강연대 집행위원
- 울산 노동인권센터 운영위원
- 2014.07 ~ 2018.06 제6대 울산광역시 동구의회 의원
- 2014.07 ~ 2016.07 제6대 울산광역시 동구의회 전반기 예산결산특별위원회 위원
- 2016.07 ~ 2018.06 제6대 울산광역시 동구의회 후반기 예산결산특별위원회 위원
- 대통령직속 국가균형발전위원회 자문위원
- 더불어민주당 울산시당 조선산업특별위원회 위원장
- 염포산터널 무료화 범대책위 집행위원장
- 울산 민화협(민족화해협력범국민협의회) 자문위원

## 역대 선거 결과
|  | 20.51% |

|  | 7.79% |

|  | 10.14% |

|  | 12.60% |

|  | 47.24% |

|  | 25.75% |